# Iglesia de Santa María (Illescas)
La iglesia de Santa María de la Asunción es un templo católico situado en el municipio español de Illescas, en la provincia de Toledo. Junto con la iglesia de Santiago del Arrabal de Toledo, es una de las pocas que aún se conservan de la transición musulmano-cristiana. El edificio, de origen románico-mudéjar, armoniza diversos estilos arquitectónicos y decorativos, y representa la arquitectura ojival y el estilo mudéjar propios de la zona.

## Descripción
El inmueble se ubica en la localidad de Illescas, al norte de la provincia de Toledo, en Castilla-La Mancha. La construcción del templo es datada por el conde de Cedillo entre los siglos XIII y XVI.

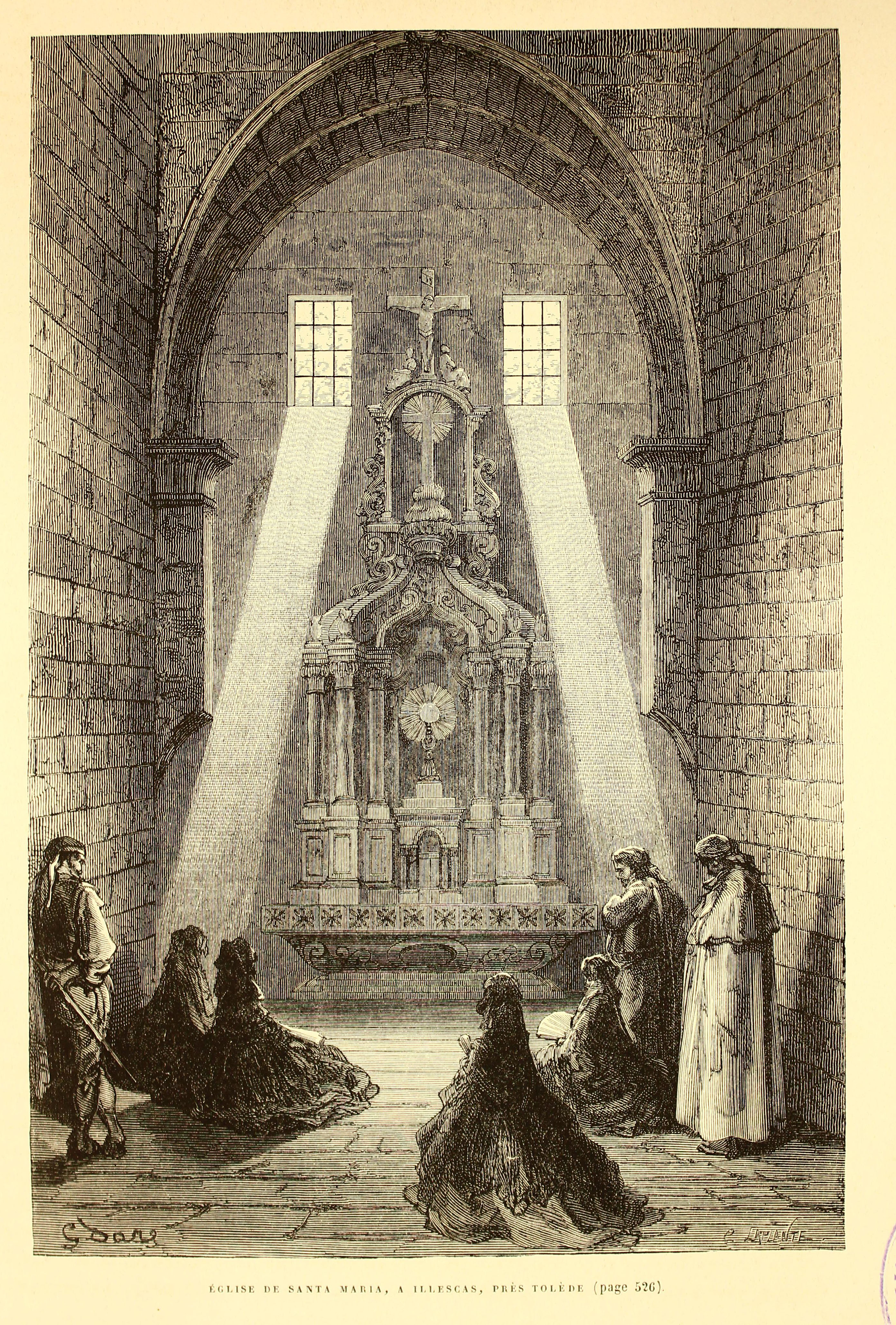
Interior de la iglesia por Gustave Doré para L'Espagne (1874)

Vicente Lampérez hace referencias novelescas al templo como lugar donde Alfonso VIII habría oído «la tremenda profecía del castigo que le amagaba por sus amores con la judía Raquel». Se trata de un edificio con planta de basílica, rectangular, sin crucero, con tres ábsides semicirculares. Los dos menores y los dos tramos de las naves a ellos contiguos, además de la torre, es lo que se salvó de la gran renovación del siglo XVI, en la que el cuerpo principal se convirtió en una obra gótica decadentísima, con bóvedas de estrella sobre columnas pseudodóricas. Más moderna es la destrucción del ábside central y la desfiguración exterior de los laterales, que perdieron las arquerías ciegas características. Según Lampérez la nave debió de tener en su construcción primitiva armaduras de madera, a juzgar por el poco espesor de los apoyos intermedios, que, aunque modernizados, conservarían la silueta general de lo antiguo.
La iglesia destaca por su torre, de estilo mudéjar. Ninguna de las torres mudéjares toledanas habría alcanzado, según Lampérez, la variedad de ornatos de sus cinco zonas, la esbeltez de las ventanas, con arcos lobulados, la proporción de la arquería superior, de análogos arquillos, sobre columnitas de cerámica esmaltada, la armónica distribución de huecos y  macizos. A la estructura le sobraría, según Lampérez, la terminación que en el siglo XVII le pusieron, compuesta de un cornisón, una flecha del estilo Felipe IV (típicas de la época, en Madrid y Toledo) y cuatro pináculos. La torre de Illescas parece tener dos épocas de construcción. Del siglo XIII, contemporáneas, por tanto, de la iglesia, podrían ser las tres zonas inferiores, hasta la que muestra arcos de herradura circulares coronados por sardinel esquinado. Después, también contaría con arcos túmido-apuntados y el lobulado característicos de la suntuosidad mudéjar.
Fue declarada Monumento Nacional el 16 de diciembre de 1920, mediante un real orden publicada el 23 de ese mismo mes en la Gaceta de Madrid. En la actualidad tiene el estatus de bien de interés cultural.

## Composición
En sus inicios la iglesia estaba formada por un templo de planta basilical que contenía tres naves acabadas en ábsides semicirculares, transformándose el ábside central en ábside cuadrado hacia el siglo XVI. A día de hoy solo se conserva la cabecera y los compartimentos de los primeros tramos. 
Al levantar el suelo para evitar la humedad, las basas y las columnas quedaron enterradas, lo que provocó la desfiguración de las tres naves, que al perder elevación perdieron su esbeltez y armonía. No se conserva su decoración inicial.
Las fotografías de su interior nos dan una idea de la arquitectura de la Iglesia, en la que se observan varios arcos tumido-apuntados, ventanillos lobulares, bóveda de crucería, nervios espinosos de refuerzo, cúpulas, y en la cabecera  los adornos del ábside central. En el exterior de la Iglesia se observan las reformas que ha sufrido. Lo único que se conserva de su estilo mudéjar es la torre y sus adornos y relieves. Está compuesta solo por ladrillo, con forma cuadrangular, de alminar mahometano, con cuerpo central macizo y una escalera entre ambos. Su primitiva cubierta piramidal de teja ha sido sustituida por el actual chapitel, que desentona con el resto de la torre.
- Capilla Mayor. Se trata de un retablo barroco de los siglos XVI-XVIII de tres cuerpos. El cuerpo central se compone: abajo, el Sagrario,[12] una imagen de la Virgen de la Asunción en la hornacina central; un cuadro que escenifica la escena de la Anunciación en el frontón superior, y en el retablo una Exaltación de la Santa Cruz.[13]
- Capilla del Cristo de la Misericordia o del Rosario. Dos lápidas de estuco mudéjar que se encuentran a los lados del arco fajón. Aparece una inscripción que recuerda que Gonzalo Alfonso Marques (+ 1387) y Alfonso Díaz, contador mayor del rey (+ 1390) descansan en esta capilla.[13]
- Baptisterio. Posee un arco de entrada propio del renacimiento. La pila bautismal data del año 1788. También hay una tabla gótica original que representa  “La descensión de la Virgen e Imposición de la casulla a San Ildefonso”.[13]
- Capilla de la Virgen de las Candelas (También llamada “del Santo Ángel”). Se trata de un retablo de madera tallada y dorada del estilo renacimiento. Bajo la hornacina central hay un cuadro que representa la presunta aparición del ángel al rey Alfonso VIII. A la izquierda San Pablo derribado en el camino de Damasco; a su derecha; el apóstol Santiago el Mayor a caballo. El retablo está coronado por un cuadro de la Virgen “Sedes Sapientiae”. Los otros dos cuadros restantes son reposiciones posteriores que no pertenecen al conjunto original.[13]
- Sacristía. Se trata de una cubierta gótica con dos tramos de bóveda de crucería. En el interior se encuentran numerosas piezas de orfebrería que datan de los siglos XVII y XVIII, entre las que destacan dos cruces de plata de los años 1654 y 1668, y la custodia procesional, estilo renacimiento, del año 1658.[13]
- Capilla de la Virgen de la Soledad. La entrada de la Capilla es del año 1721, se encuentra dividida en dos tramos que se hallan cubiertos por bóvedas de crucería, los arcos cruceros están soportados por seis pilares octogonales coronados con grandes capiteles. Consta de un retablo de la Soledad de estilo barroco, y en la pared de la derecha se contempla un “descendimiento” de Juan de Borgoña de finales del siglo XV.[13]
- Capilla de San José (también llamada de las Ánimas). Consta de un arco de entrada de estilo plateresco con una bóveda de crucería apoyada en ménsulas. Las lápidas que se encuentran nos recuerdan que la capilla fue un panteón familiar desde el año 1580.[13]
- Capilla de la Ascensión. Se trata de un retablo dorado de estilo rococó que lleva en su remate un cuadro que representa al Padre Eterno.[13]
- Antigua capilla bautismal. Perteneciente al año 1676 se encuentra cerrada con una verja plateresca de dos cuerpos, con un friso de hierro forjado y coronada con ángeles[13]

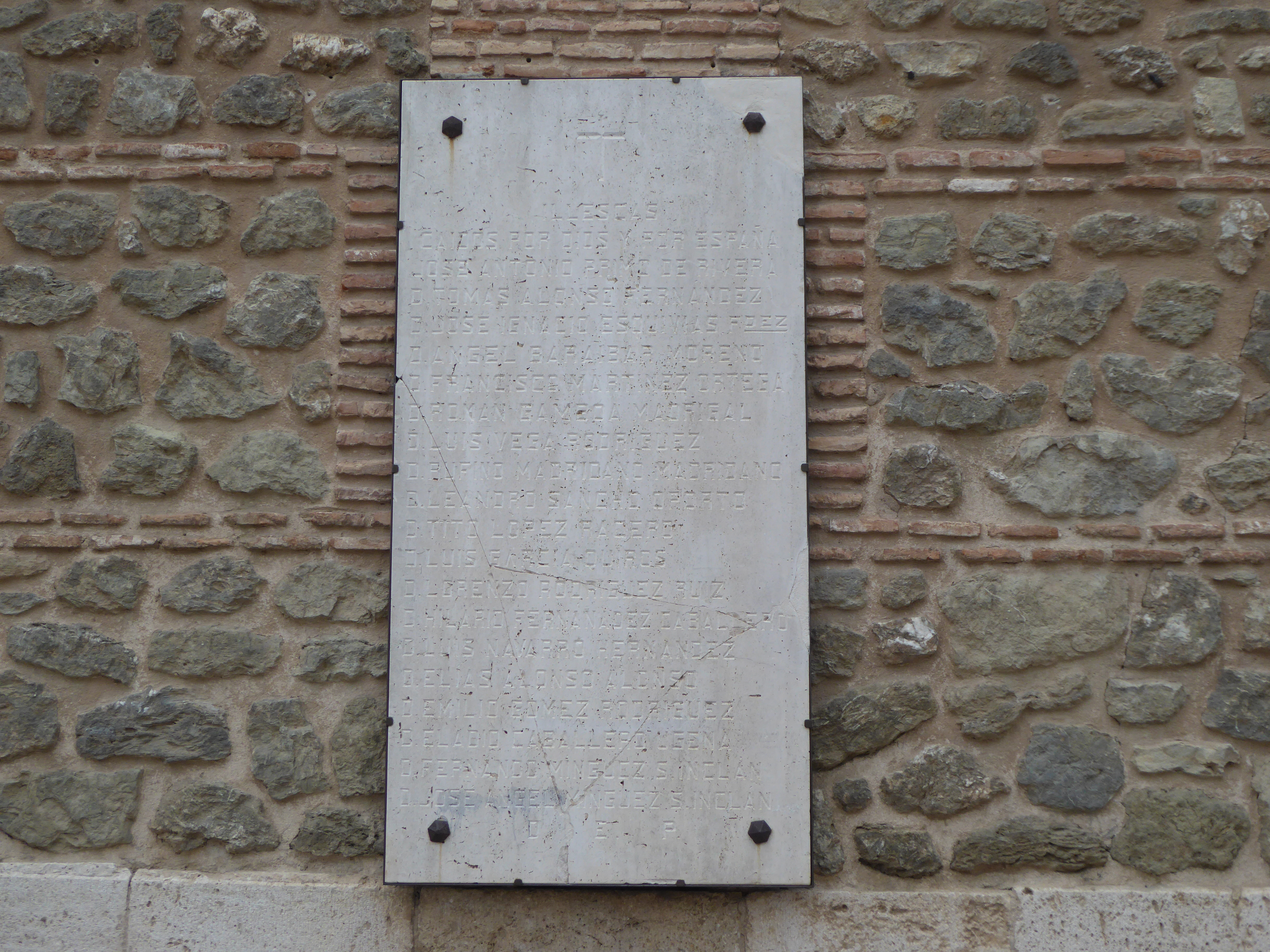
Lápida conmemorativa de los caídos del bando sublevado durante la guerra civil (1936-1939)

## Reformas
Tras la reforma en los siglos XVI, XVII y XVIII quedó convertida en una obra gótica, de lo que en un principio fue románico mudéjar. Solo conserva de su antigua hechura parte de la sacristía, la torre y un ábside de su cabecera. Posee diez bóvedas góticas de crucería a base de arcos apuntados cuyos nervios se entrelazan en claves. De esta época son también las capillas laterales del muro norte y la sacristía.
En el año 2012 se llevó a cabo una restauración gracias al convenio de colaboración del Arzobispado de Toledo, a donativos particulares y a los fondos parroquiales. La remodelación se ha llevado a cabo para corregir humedades, grietas, deformaciones o abombamientos, y también ha servido para recuperar elementos originales de la iglesia.

## Galería

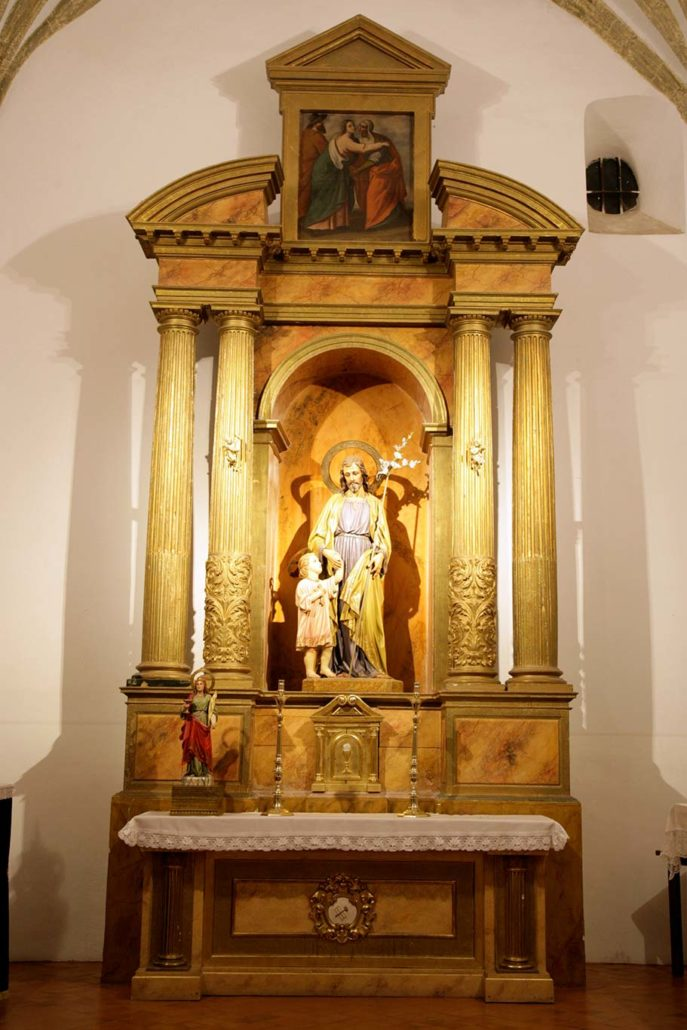
Retablo que representa a San José con el niño Jesús
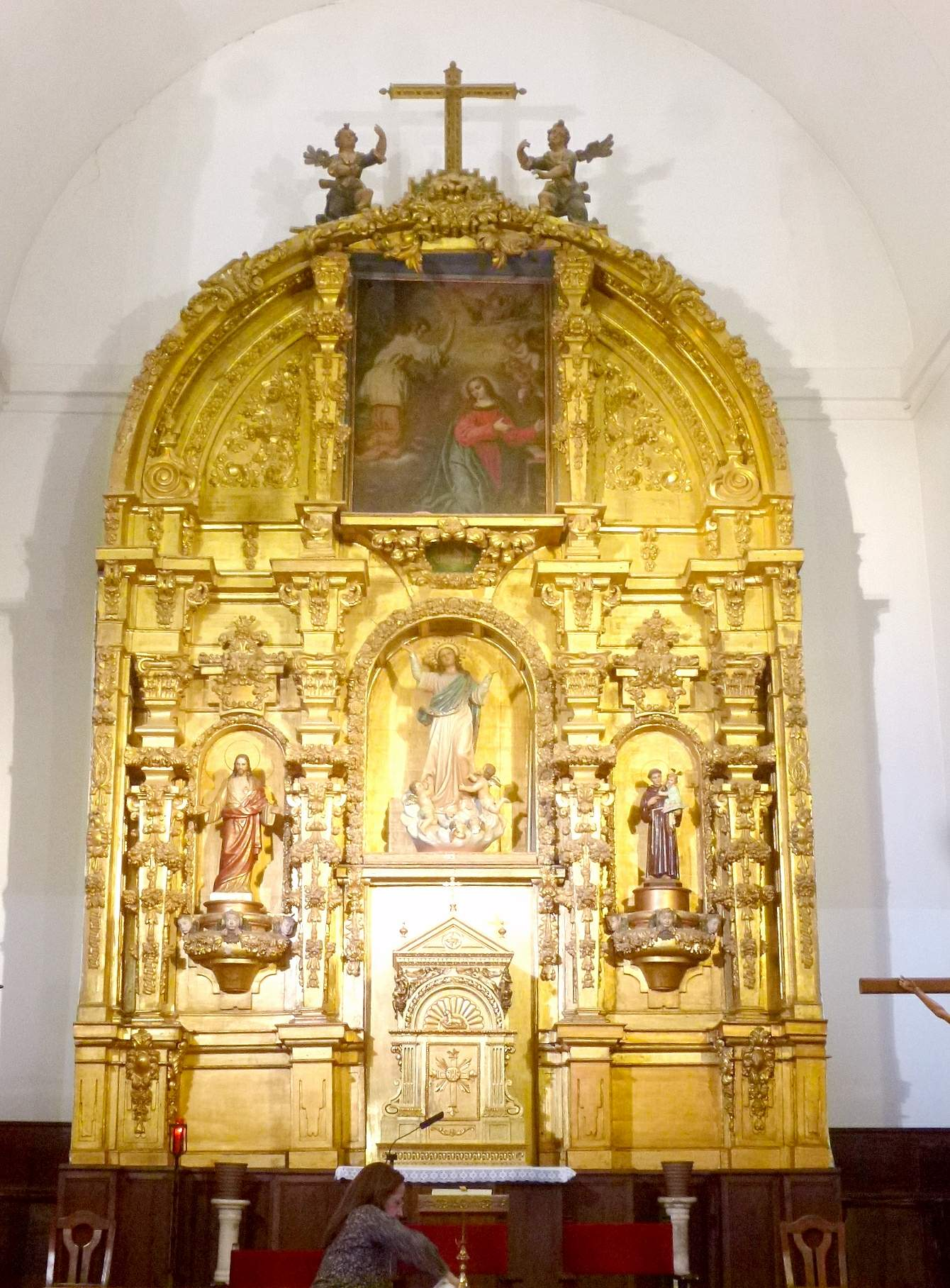
Sacristía
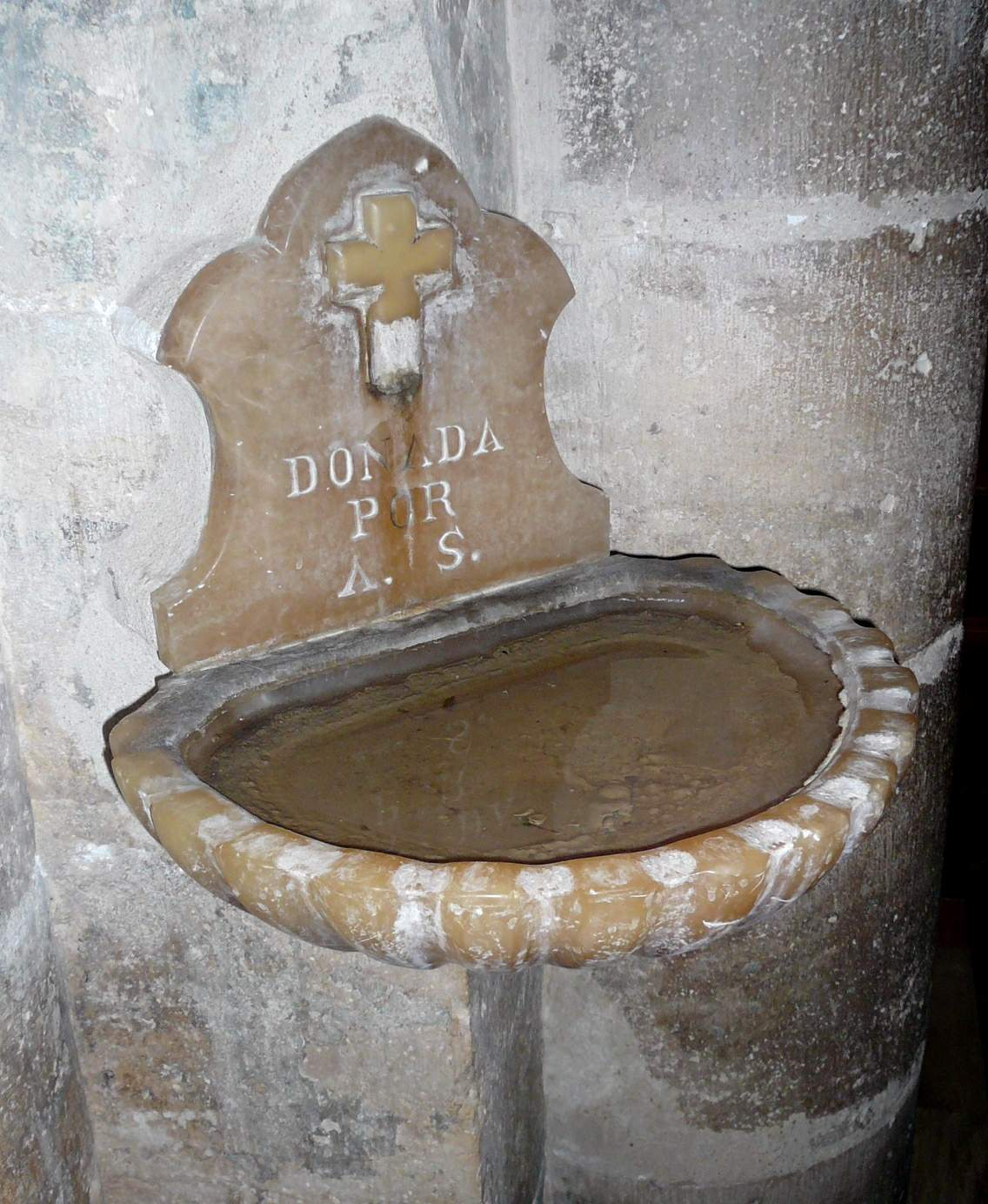
Pila agua bendita
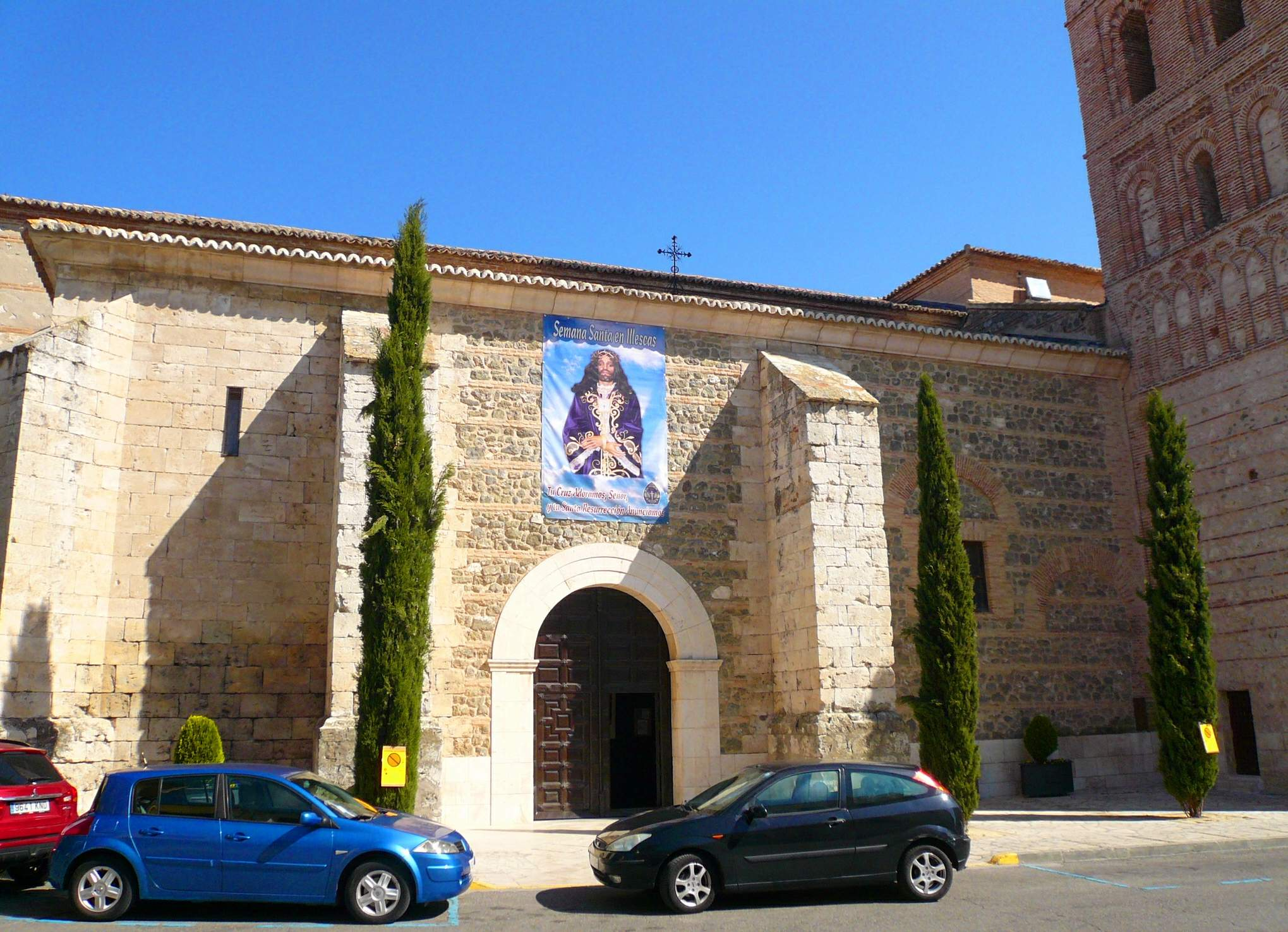
Fachada exterior
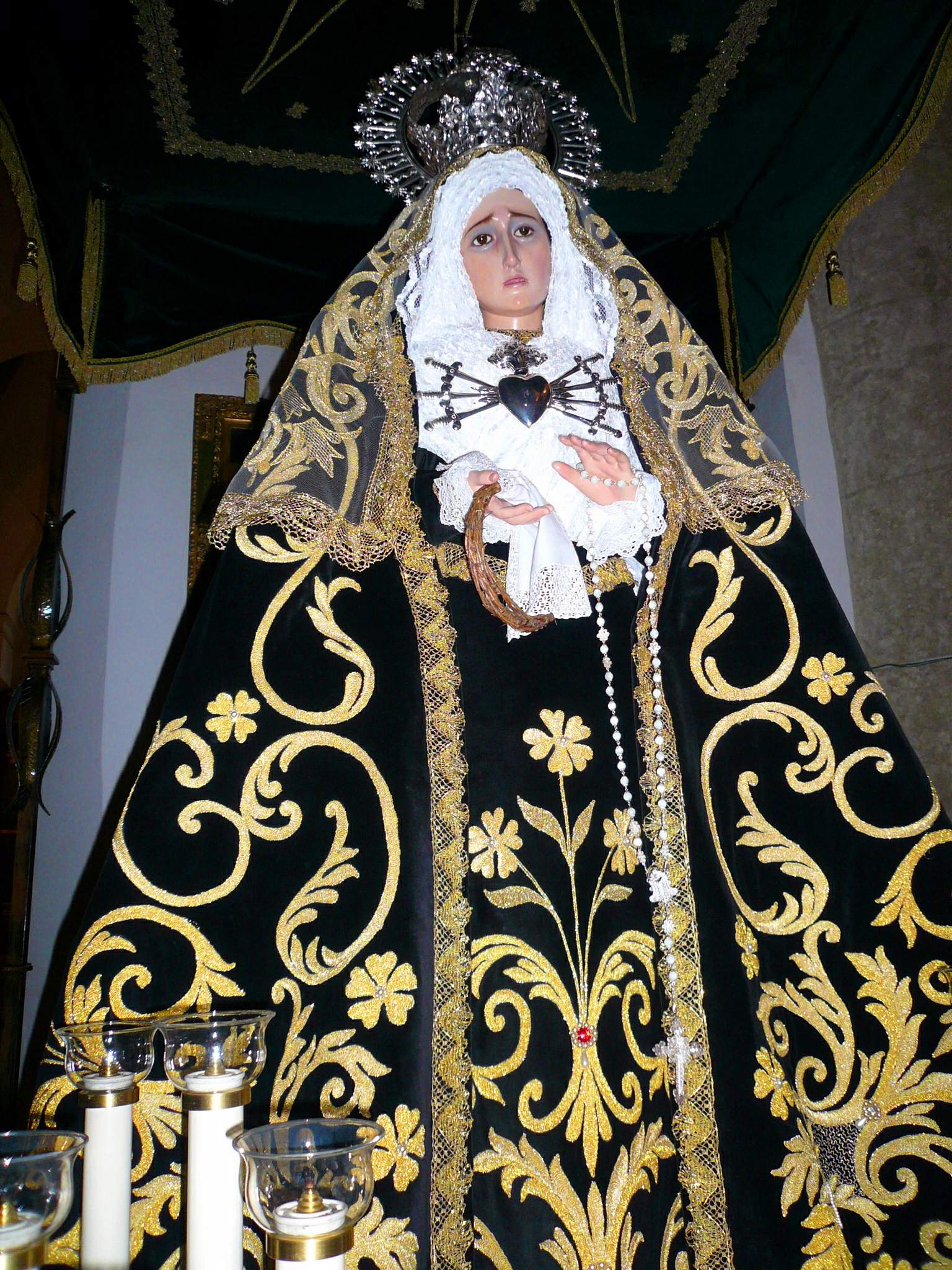
Virgen de la Caridad
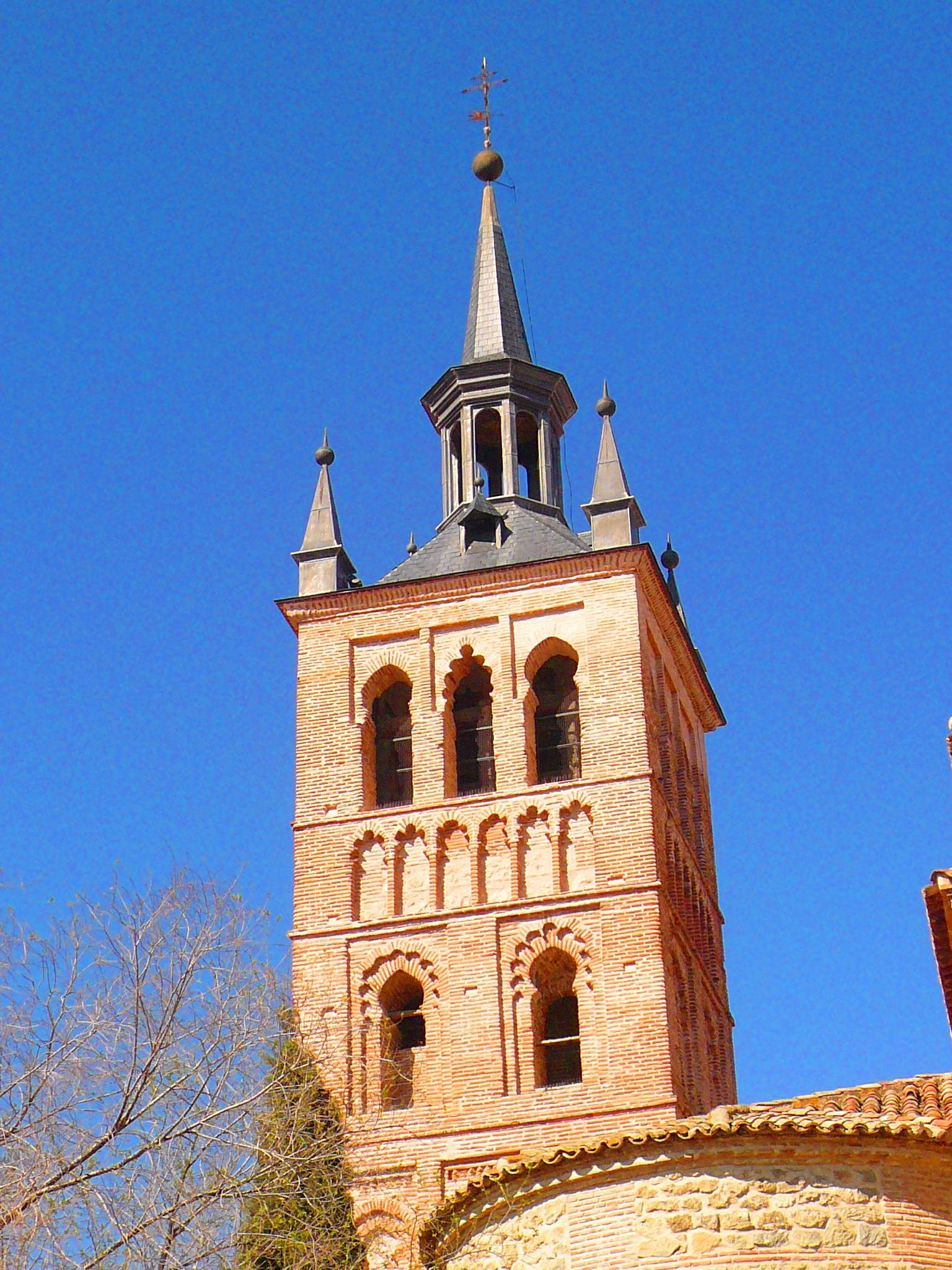
Torre mudéjar con capitel.
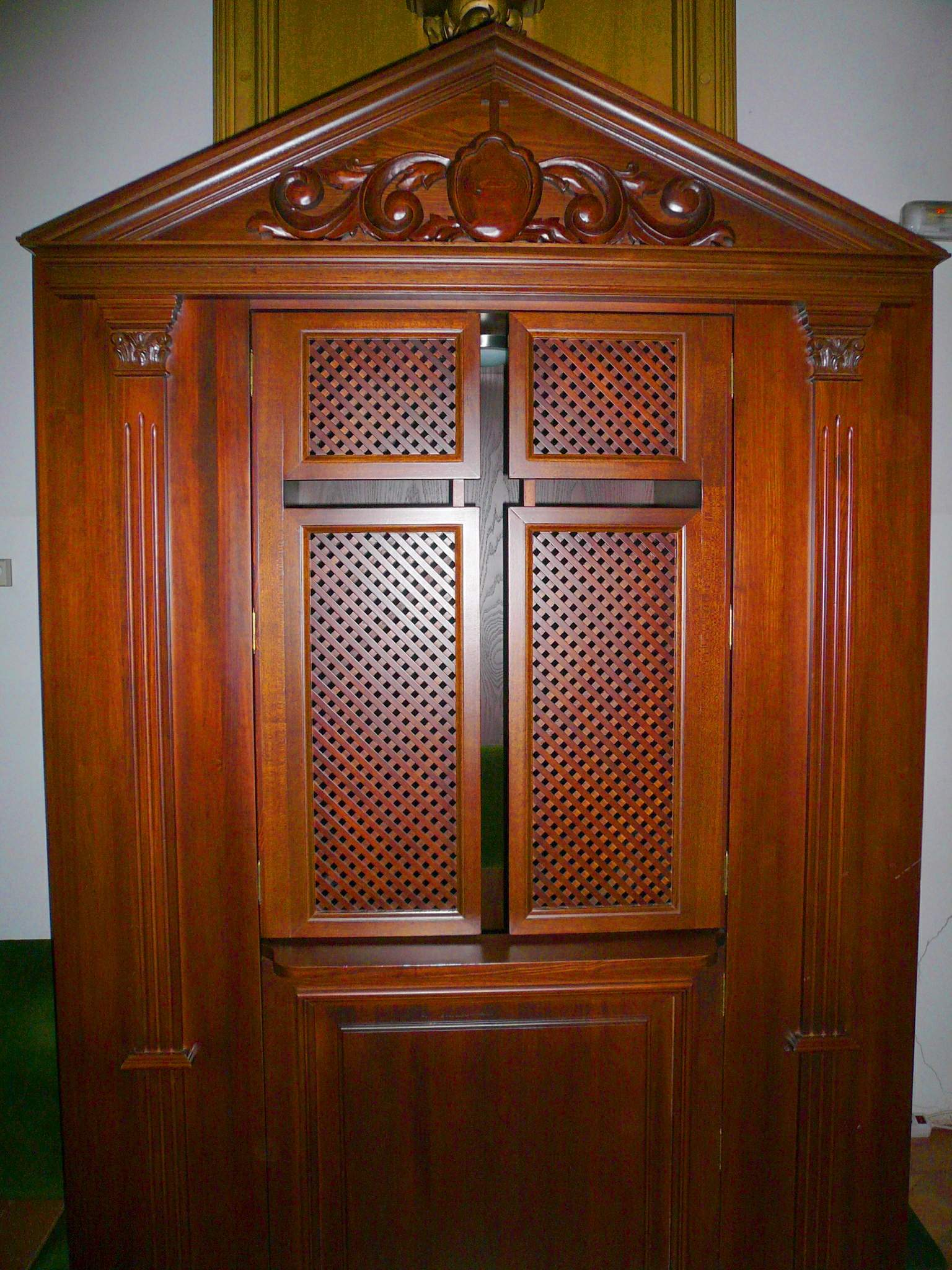
Una de las capillas del interior de la iglesia
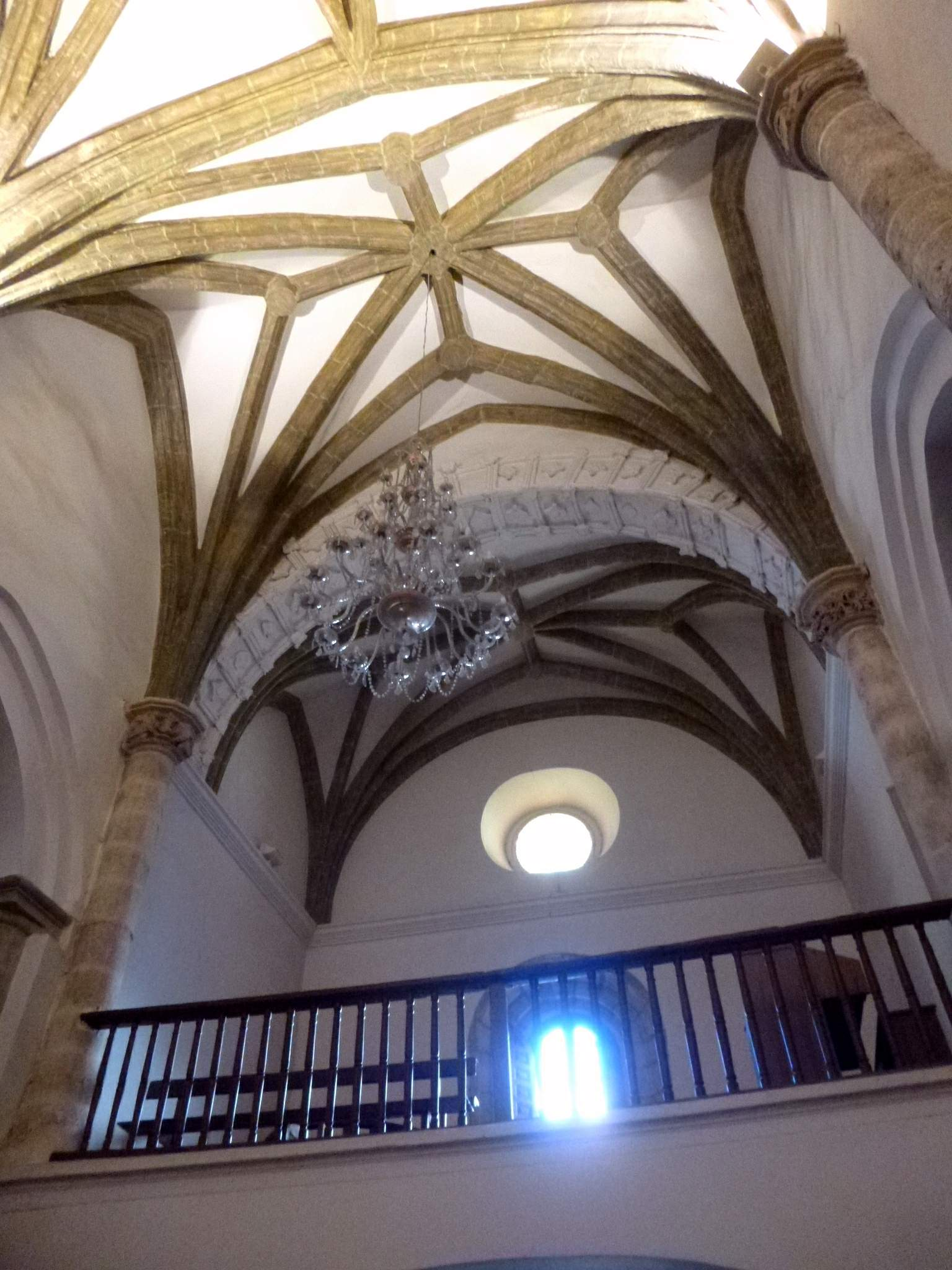
Nervios cruzados del interior de la iglesia